# Amália/Vinicius
Amalia/Vinicius é um disco que regista uma gravação de um encontro em 1968 entre o poeta Vinicius de Moraes e a cantora Amália Rodrigues. 

## História do álbum
Em Dezembro de 1968, Vinicius de Moraes viajou para Roma, onde tencionava celebrar o Natal. Contudo, a caminho de Itália, passou por Lisboa, onde se encontrou com Amália, na casa desta. O disco LP com o resultado desse encontro seria editado dois anos depois, em 1970.
Nesse encontro estiveram presentes também outros poetas, como Ary dos Santos e Natália Correia. O encontro durou horas, mas as gravações foram editadas para caberem numa só hora. As faixas deste disco são consideradas relíquias da música e poesia em língua portuguesa.
Este disco foi proibido pela Direcção dos Serviços de Censura da Emissora Nacional em 1970, e consequentemente teve um sucesso reduzido em Portugal, para os padrões de Amália. Foi um dos poucos discos de Amália Rodrigues proibido pela Censura.

## Descrição do álbum
Narrado por David Mourão Ferreira e com Ary dos Santos e Natália Correia entre os convivas, contém declamações, improvisos, fados e bossas novas, tudo embalado pelo calor de amigos, por quem tem a consciência de que a música é língua universal. 

## Alinhamento
| #   | Título                           | Autor                                  | Intérprete            | Duração |
| --- | -------------------------------- | -------------------------------------- | --------------------- | ------- |
| 1.  | "Retrato de Amália"              | J.C. Ary dos Santos                    | Ary dos Santos        | 2:59    |
| 2.  | "Defesa do poeta"                | Natália Correia                        | Natália Correia       | 3:07    |
| 3.  | "Havemos de ir a Viana"          | Pedro Homem de Melo, Alain Oulman      | Amália Rodrigues      | 4:06    |
| 4.  | "Monólogo de Orfeu"              | Vinicius de Moraes                     | Vinicius de Moraes    | 3:35    |
| 5.  | "Poema dos olhos da amada"       | Paulo Soledade, Vinicius de Moraes     | Vinicius de Moraes    | 2:32    |
| 6.  | "Abandono"                       | David Mourão-Ferreira, Alain Oulman    | Amália Rodrigues      | 5:02    |
| 7.  | "Formosinha de Elvas"            | Vidal Jogral de Elvas, Natália Correia | Natália Correia       | 1:35    |
| 8.  | "O objeto"                       | J.C. Ary dos Santos                    | Ary dos Santos        | 1:09    |
| 9.  | "O dia da criação"               | Vinicius de Moraes                     | Vinicius de Moraes    | 6:39    |
| 10. | "Fado para a lua de Lisboa"      | David Mourão-Ferreira                  | David Mourão-Ferreira | 2:35    |
| 11. | "Gaivota"                        | Alexandre O'Neill, Alain Oulman        | Amália Rodrigues      | 3:57    |
| 12. | "Balada do mangue"               | Vinicius de Moraes                     | Vinicius de Moraes    | 3:16    |
| 13. | "Saudades do Brasil em Portugal" | Vinicius de Moraes, Homem Cristo       | Vinicius de Moraes    | 3:08    |
| 14. | "Saudades do Brasil em Portugal" | Vinicius de Moraes, Homem Cristo       | Amália Rodrigues      | 2:08    |
| 15. | "Pra que chorar"                 | Baden Powell, Vinicius de Moraes       | Vinicius de Moraes    | 4:34    |
| 16. | "O retrato do poeta"             | J.C. Ary dos Santos                    | Ary dos Santos        | 1:35    |
| 17. | "Fado português"                 | José Régio, Alain Oulman               | Amália Rodrigues      | 2:36    |
| 18. | "Autogénese"                     | Natália Correia                        | Natália Correia       | 2:56    |
| 19. | "Mensagem"                       | Vinicius de Moraes                     | Vinicius de Moraes    | 5:24    |

## Músicos
- David Mourão Ferreira – narração
- Fontes Rocha- guitarra
- Pedro Leal – viola

## Posições
| Paradas (1970)                 | Posições |
| ------------------------------ | -------- |
| Portugal - AFP                 | 1        |
| França - SNEP                  | 15       |
| Estados Unidos - Billboard 200 | 188      |

| País / Certificadora | Certificação | Vendas  |
| -------------------- | ------------ | ------- |
| Portugal AFP         | 2× Platina   | 100.000 |
| Brasil ABPD          | 2× Platina   | 500.000 |
| França SNEP          | Ouro         | 100.000 |
| Espanha PROMUSICAE   | Ouro         | 50.000  |
| Itália FIMI          | Ouro         | 50.000  |